# It’s a Beautiful Day (альбом)
It’s a Beautiful Day — дебютный студийный альбом американской группы It’s a Beautiful Day, изданный лейблом Columbia Records в июне 1969 г. Альбом поднялся до #47 в Billboard 200 
и #58 в британских чартах.

## Об альбоме
В качестве одной из главных особенностей этого альбома музыкальный критик (Lindsay Planer) отметил сложные и изысканные мелодии, виртуозно исполненные на музыкальных инструментах. «It's a Beautiful Day остаётся хронометром и свидетельством того, насколько изощрённым стал рок-н-ролл в плодородных окрестностях музыкальной сцены Сан-Франциско».
Оформление обложки альбома основано на картине «Женщина на вершине горы» 1912 года американского художника Чарльза Карана.
При создании своей знаменитой песни «Child in Time» участники группы Deep Purple заимствовали мелодию из композиции «Bombay Calling» с этого альбома.

## Список композиций
сторона А
1. «White Bird» (David and Linda LaFlamme) — 6:06
2. «Hot Summer Day» (David and Linda LaFlamme) — 5:46
3. «Wasted Union Blues» (David LaFlamme) — 4:00
4. «Girl with No Eyes» (David and Linda LaFlamme) — 3:49

сторона Б
1. «Bombay Calling» (Vince Wallace and David LaFlamme) — 4:25
2. «Bulgaria» (David LaFlamme) — 6:10
3. «Time Is» (David LaFlamme) — 9:42

## Состав группы
- Дэвид ЛаФламме – скрипка, флейта, вокал
- Линда ЛаФламме – фортепиано, электрическое фортепиано, электроорган, челеста, клавесин
- Хэл Вагенет – гитары
- Митчелл Холман – бас-гитара,  губная гармоника, бэк-вокал
- Вэл Фуэнтес – ударные, бэк-вокал
- Патти Сантос – перкуссия, колокольчики, бэк-вокал